# Janus
För andra betydelser, se Janus (olika betydelser).

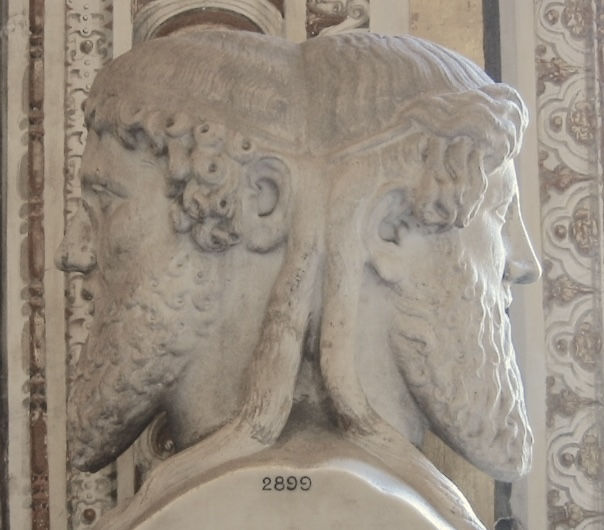
Staty som föreställer Janus.

Janus (latin: Ianus, uttalas [janus]) är en mångfasetterad och svårdefinierad gud i romersk mytologi. Han öppnar och stänger himlaljusets portar och avbildas därför med två ansikten (Janusansikte), ett som blickar in i framtiden och ett som ser tillbaka in i det förflutna. Han ansågs även som den äldste av gudarna samt som den gode skaparen, särskilt av floder och källor. Hans två ansikten har senare kommit att tolkas som att han har en förrädisk natur.

## Historik
Den första dagen i varje månad var helgad åt honom och framför allt den första i den efter honom uppkallade månaden Januarius (efter 153 f. Kr. årets begynnelsemånad, något som senare stadfästes genom den julianska kalendern även om man på flera håll i världen fortsatte med det urgamla bruket att inleda året med den månad då vårdagjämningen inföll). Numa Pompilius lät uppföra det ryktbara Janustemplet i Rom med två portar och föreskrev att båda skulle hållas stängda i fredstid men öppnas när det rådde krig. Janus avbildades med två från varandra vända ansikten (Janus Geminus). På några platser är han Janus Quadrifrons (Janus med fyra ansikten). Ofta har han nyckel och stav i handen och på mynt förekommer ett fartyg som attribut åt honom. Det finns ingen motsvarighet till Janus i grekisk mytologi.

## Funktion
Janus ursprung och hans ursprungliga funktion är omdebatterad. I de flesta moderna historikers ögon har han en samlande roll – att styra olika sorts inträden och övergångar. Antingen tolkas hans roll som övergripande eller en som ihop med en särskild aspekt, och han har omväxlande förknippats/identifierats med ljuset, solen, månen, tiden, rörelsen, året, dörröppningar och broar.